# Coupe du monde de cyclisme sur piste 1995
Navigation
Coupe du monde 1994 Coupe du monde 1996
La Coupe du monde de cyclisme sur piste 1995 est une compétition de cyclisme sur piste organisée par l'Union cycliste internationale. Cette troisième édition se composait de 6 manches.

## Hommes

### Kilomètre
| Date                 | Lieu       | Vainqueur        | 2e                    | 3e                    |
| -------------------- | ---------- | ---------------- | --------------------- | --------------------- |
| 19-21 mai 1995       | Athènes    | Hervé Thuet      | Gianluca Capitano     | Sören Lausberg        |
| 9-11 juin 1995       | Cottbus    | Grzegorz Krejner | Frédéric Lancien      | José Antonio Escuredo |
| 13-15 juillet 1995   | Adélaïde   | Florian Rousseau | Yuichiro Kamiyama     | Danny Day             |
| 18-20 juillet 1995   | Tokyo      | Benoît Vêtu      | Grzegorz Krejner      | Jens Glücklich        |
| 25-27 août 1995      | Manchester | Benoît Vêtu      | José Antonio Escuredo | Michael Scheurer      |
| 15-17 septembre 1995 | Quito      |                  |                       |                       |

### Keirin
| Date                 | Lieu       | Vainqueur         | 2e              | 3e                    |
| -------------------- | ---------- | ----------------- | --------------- | --------------------- |
| 19-21 mai 1995       | Athènes    | Patrice Sulpice   | Eyk Pokorny     | José Antonio Escuredo |
| 9-11 juin 1995       | Cottbus    | Gianluca Capitano | Michael Hübner  | Frédéric Magné        |
| 13-15 juillet 1995   | Adélaïde   | Gary Neiwand      | Darryn Hill     | Emanuel Raasch        |
| 18-20 juillet 1995   | Tokyo      | Darryn Hill       | Gary Neiwand    | Emanuel Raasch        |
| 25-27 août 1995      | Manchester | Frédéric Magné    | Marty Nothstein | Eric Schoefs          |
| 15-17 septembre 1995 | Quito      |                   |                 |                       |

### Vitesse individuelle
| Date                 | Lieu       | Vainqueur       | 2e                 | 3e                |
| -------------------- | ---------- | --------------- | ------------------ | ----------------- |
| 19-21 mai 1995       | Athènes    | Patrice Sulpice | Federico Paris     | Marty Nothstein   |
| 9-11 juin 1995       | Cottbus    | Jens Fiedler    | Frédéric Magné     | Viesturs Bērziņš  |
| 13-15 juillet 1995   | Adélaïde   | Darryn Hill     | Gary Neiwand       | Patrice Sulpice   |
| 18-20 juillet 1995   | Tokyo      | Darryn Hill     | Florian Rousseau   | Tomohiro Kitagawa |
| 25-27 août 1995      | Manchester | Marty Nothstein | Lars Brian Nielsen | Frédéric Magné    |
| 15-17 septembre 1995 | Quito      |                 |                    |                   |

### Vitesse par équipes
| Date                 | Lieu       | Vainqueur                                                  | 2e                                                                   | 3e                                                               |
| -------------------- | ---------- | ---------------------------------------------------------- | -------------------------------------------------------------------- | ---------------------------------------------------------------- |
| 19-21 mai 1995       | Athènes    | France Hervé Robert Thuet Florian Rousseau Patrice Sulpice | Russie Serguei Bohanchev Alexei Zinoviev Alexandr Khromikh           | Allemagne Sören Lausberg Michael Scheurer Matthias Schulze       |
| 9-11 juin 1995       | Cottbus    | Allemagne Michael Hübner Jens Fiedler Michael Scheurer     | Italie Gabriele Gentile Gianmarco Agostini Gianluca Capitano         | Grèce Dimitris Georgalis Georgios Himonetos Labros Vassilopoulos |
| 13-15 juillet 1995   | Adélaïde   | France Florian Rousseau Patrice Sulpice Benoît Vétu        | Australie Gary Neiwand Darryn Hill Danny Day                         | Allemagne Jens Glücklich Emanuel Raasch Christian Schink         |
| 18-20 juillet 1995   | Tokyo      | France Florian Rousseau Patrice Sulpice Benoît Vétu        | Nouvelle-Zélande Darren McKenzie-Potter William Rastrick Julian Dean | Japon Saito Tsutumo Yokota Narihiro Inamura                      |
| 25-27 août 1995      | Manchester | Italie Roberto Chiappa Gianluca Capitano Federico Paris    | Espagne José Antonio Escuredo Isaac Gálvez José Manuel Moreno        | France Frédéric Magné Benoît Vétu Hervé Thuet                    |
| 15-17 septembre 1995 | Quito      |                                                            |                                                                      |                                                                  |

### Poursuite individuelle
| Date                 | Lieu       | Vainqueur          | 2e                 | 3e                 |
| -------------------- | ---------- | ------------------ | ------------------ | ------------------ |
| 19-21 mai 1995       | Athènes    | Graeme Obree       | Dietmar Müller     | Jan Bo Petersen    |
| 9-11 juin 1995       | Cottbus    | Graeme Obree       | Jens Lehmann       | Philippe Ermenault |
| 13-15 juillet 1995   | Adélaïde   | Graeme Obree       | Philippe Ermenault | Haydn Bradbury     |
| 18-20 juillet 1995   | Tokyo      | Philippe Ermenault | Graeme Obree       | Friedrich Berein   |
| 25-27 août 1995      | Manchester | Andrea Collinelli  | Graeme Obree       | Jan Bo Petersen    |
| 15-17 septembre 1995 | Quito      |                    |                    |                    |

### Poursuite par équipes
| Date                 | Lieu       | Vainqueur                                                          | 2e                                                                                  | 3e                                                                              |
| -------------------- | ---------- | ------------------------------------------------------------------ | ----------------------------------------------------------------------------------- | ------------------------------------------------------------------------------- |
| 19-21 mai 1995       | Athènes    | Allemagne Robert Bartko Ronny Lauke Thorsten Rund Heiko Szonn      | France Cyril Bos Carlos Da Cruz Éric Magnin Jean-Michel Monin                       | Danemark Frederik Bertelsen Michael Steen Nielsen Michael Sandstød Jesper Verdi |
| 9-11 juin 1995       | Cottbus    | Allemagne Guido Fulst Jens Lehmann Robert Bartko Christian Bach    | Italie Andrea Collinelli Federico De Beni Mauro Trentini Alessandro Romio           | Russie Viatcheslav Kouznetsov Anton Schantir Eduard Gritsun Alexei Markov       |
| 13-15 juillet 1995   | Adélaïde   | France Philippe Ermenault Éric Magnin Jean-Michel Monin Cyril Bos  | Australie Brett Aitken Tony Homan Hayden Bradbury James Cross                       | Allemagne Uwe Messerschmidt Rüdiger Knispel Olaf Pollack Stefan Steinweg        |
| 18-20 juillet 1995   | Tokyo      | France Philippe Ermenault Éric Magnin Jean-Michel Monin Cyril Bos  | Allemagne Uwe Messerschmidt Rüdiger Knispel Olaf Pollack Stefan Steinweg            | Pologne Grzegorz Krejner Robert Karsnicki Golab Jarosław Rębiewski              |
| 25-27 août 1995      | Manchester | Allemagne Christian Lademann Ronny Lauke Thorsten Rund Heiko Szonn | Russie Viatcheslav Kouznetsov Anton Schantir Eduard Gritsun Alexei Markov           | Danemark Frederik Bertelsen Klaus Kynde Michael Steen Nielsen Lars Otto Olsen   |
| 15-17 septembre 1995 | Quito      | Allemagne                                                          | Nouvelle-Zélande Julian Dean Gregory Henderson Tim Carswell (en) Lee Vertongen (en) |                                                                                 |

### Course aux points
| Date                 | Lieu       | Vainqueur         | 2e            | 3e               |
| -------------------- | ---------- | ----------------- | ------------- | ---------------- |
| 19-21 mai 1995       | Athènes    | Andreas Beikirch  | Bruno Risi    | Jan Bo Petersen  |
| 9-11 juin 1995       | Cottbus    | Serge Barbara     | Dirk Copeland | Peter Pieters    |
| 13-15 juillet 1995   | Adélaïde   | Franz Stocher     | Martijn Lust  | Serge Barbara    |
| 18-20 juillet 1995   | Tokyo      | Brett Aitken      | Serge Barbara | Stefan Steinweg  |
| 25-27 août 1995      | Manchester | Bruno Risi        | Franz Stocher | Andreas Beikirch |
| 15-17 septembre 1995 | Quito      | Glenn McLeay (en) |               |                  |

### Américaine
| Date                 | Lieu       | Vainqueur                                    | 2e                                           | 3e                                       |
| -------------------- | ---------- | -------------------------------------------- | -------------------------------------------- | ---------------------------------------- |
| 19-21 mai 1995       | Athènes    | Belgique Etienne De Wilde Lorenzo Lapage     | Suisse Bruno Risi Kurt Betschart             | Autriche Wolfgang Kotzmann Roland Garber |
| 9-11 juin 1995       | Cottbus    | Allemagne Andreas Beikirch Uwe Messerschmidt | Autriche Wolfgang Kotzmann Roland Garber     | Espagne Miquel Alzamora Adolfo Alperi    |
| 13-15 juillet 1995   | Adélaïde   | Autriche Franz Stocher Werner Riebenbauer    | Allemagne Stefan Steinweg Uwe Messerschmidt  | Pays-Bas Martijn Lust Robert Slippens    |
| 18-20 juillet 1995   | Tokyo      | France Serge Barbara Cyril Bos               | Allemagne Stefan Steinweg Uwe Messerschmidt  | Australie Brett Aitken Tony Homan        |
| 25-27 août 1995      | Manchester | Italie Silvio Martinello Marco Villa         | Allemagne Andreas Beikirch Uwe Messerschmidt | Suisse Bruno Risi Kurt Betschart         |
| 15-17 septembre 1995 | Quito      |                                              |                                              |                                          |

## Femmes

### 500 mètres
| Date                 | Lieu       | Vainqueur               | 2e                      | 3e                       |
| -------------------- | ---------- | ----------------------- | ----------------------- | ------------------------ |
| 19-21 mai 1995       | Athènes    | Félicia Ballanger (FRA) | Galina Enioukhina (RUS) | Antonella Bellutti (ITA) |
| 9-11 juin 1995       | Cottbus    | Félicia Ballanger (FRA) | Erika Salumäe (EST)     | Oksana Grichina (RUS)    |
| 13-15 juillet 1995   | Adélaïde   | Felicia Ballanger       | Erika Salumäe           | Michelle Ferris          |
| 18-20 juillet 1995   | Tokyo      | Erika Salumäe           | Chang Yubin             | Felicia Ballanger        |
| 25-27 août 1995      | Manchester | Felicia Ballanger       | Erika Salumäe           | Annett Neumann           |
| 15-17 septembre 1995 | Quito      | Erika Salumäe (EST)     | Oksana Grichina (RUS)   | Rita Razmaitė (LTU)      |

### Vitesse individuelle
| Date                 | Lieu       | Vainqueur             | 2e                      | 3e                    |
| -------------------- | ---------- | --------------------- | ----------------------- | --------------------- |
| 19-21 mai 1995       | Athènes    | Oksana Grichina (RUS) | Félicia Ballanger (FRA) | Galina Enukhina (RUS) |
| 9-11 juin 1995       | Cottbus    | Oksana Grichina (RUS) | Galina Enioukhina (RUS) | Erika Salumäe (EST)   |
| 13-15 juillet 1995   | Adélaïde   | Erika Salumäe (EST)   | Félicia Ballanger (FRA) | Michelle Ferris (AUS) |
| 18-20 juillet 1995   | Tokyo      | Wang Yan              | Erika Salumäe           | Felicia Ballanger     |
| 25-27 août 1995      | Manchester | Felicia Ballanger     | Tanya Dubnicoff         | Erika Salumäe (EST)   |
| 15-17 septembre 1995 | Quito      | Erika Salumäe (EST)   | Oksana Grichina (RUS)   | Donna Wynd (NZL)      |

### Poursuite individuelle
| Date                 | Lieu       | Vainqueur              | 2e                       | 3e                   |
| -------------------- | ---------- | ---------------------- | ------------------------ | -------------------- |
| 19-21 mai 1995       | Athènes    | Catherine Marsal (FRA) | Antonella Bellutti (ITA) | Judith Arndt (GER)   |
| 9-11 juin 1995       | Cottbus    | Janie Eickhoff (USA)   | Antonella Bellutti (ITA) | Rasa Mažeikytė (LTU) |
| 13-15 juillet 1995   | Adélaïde   | Sarah Ulmer            | Karen Barrow             | Ina-Yoko Teutenberg  |
| 18-20 juillet 1995   | Tokyo      | Sarah Ulmer            | Ma Huizhen               | Karen Barrow         |
| 25-27 août 1995      | Manchester | Antonella Bellutti     | Svetlana Samokhvalova    | Marion Clignet       |
| 15-17 septembre 1995 | Quito      | Sarah Ulmer (NZL)      | Natalia Karimova (RUS)   | Anke Wichmann (GER)  |

### Course aux points
| Date                 | Lieu       | Vainqueur                   | 2e                          | 3e                          |
| -------------------- | ---------- | --------------------------- | --------------------------- | --------------------------- |
| 19-21 mai 1995       | Athènes    | Catherine Marsal (FRA)      | Ingrid Haringa (NED)        | Judith Arndt (GER)          |
| 9-11 juin 1995       | Cottbus    | Janie Eickhoff (USA)        | Ina-Yoko Teutenberg (GER)   | Maria Jongeling (NED)       |
| 13-15 juillet 1995   | Adélaïde   | Nathalie Lancien-Even (FRA) | Félicia Ballanger (FRA)     | Sarah Ulmer                 |
| 18-20 juillet 1995   | Tokyo      | Ina-Yoko Teutenberg         | Michelle Ferris             | Ludmilla Gorojanskaja (BLR) |
| 25-27 août 1995      | Manchester | Svetlana Samokhvalova       | Nathalie Lancien-Even       | Ingrid Haringa              |
| 15-17 septembre 1995 | Quito      | Jacqueline Nelson (NZL)     | Svetlana Samokhvalova (RUS) | Belem Guerrero (MEX)        |